# 西征日記
『西征日記』（せいせいにっき）は、安土桃山時代に起きた文禄の役において、小西行長と宗義智の一番隊に従軍した人物の陣中日記。
内容から判断して記録者は宗義智の家臣であるが、署名がなく、室直清が主張した妙心寺（臨済宗）の外交僧・天荊であるというのが定説。しかし『征韓偉略』の著者川口長孺は別の外交僧景轍玄蘇と同じ聖福寺から従軍した僧・宗逸の作であるという異説を述べていた。いずれにしても、朝鮮国先駈勢の一番隊の内情に関する重要史料である。『続々群書類従』などに所収。

## 原典
- 天荊 著「国立国会図書館デジタルコレクション 西征日記」、松本愛重 編（漢文）『豊太閤征韓秘録』 第1、成歓社、1894年。